# Vratkov (Rušinov)
Vratkov (německy Wratkow) je malá vesnice, část obce Rušinov v okrese Havlíčkův Brod. Nachází se asi 1,5 km na východ od Rušinova. V roce 2009 zde bylo evidováno 10 adres. V roce 2001 zde trvale žilo 13 obyvatel.
Vratkov je také název katastrálního území o rozloze 5,12 km2. V katastrálním území Vratkov leží i Hostětínky a Modletín.

## Galerie

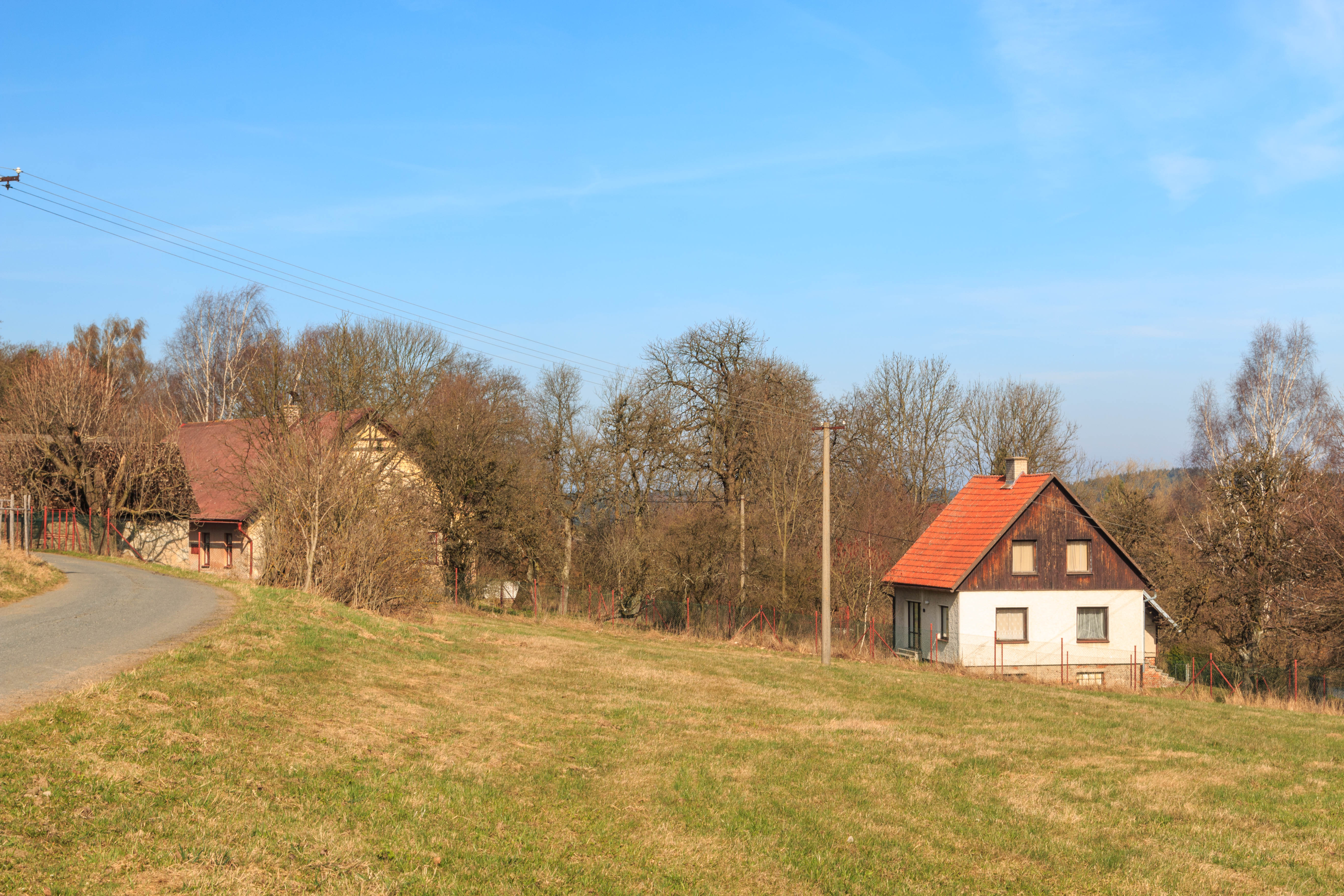
Vratkov u Rušinova - dům eč. 99
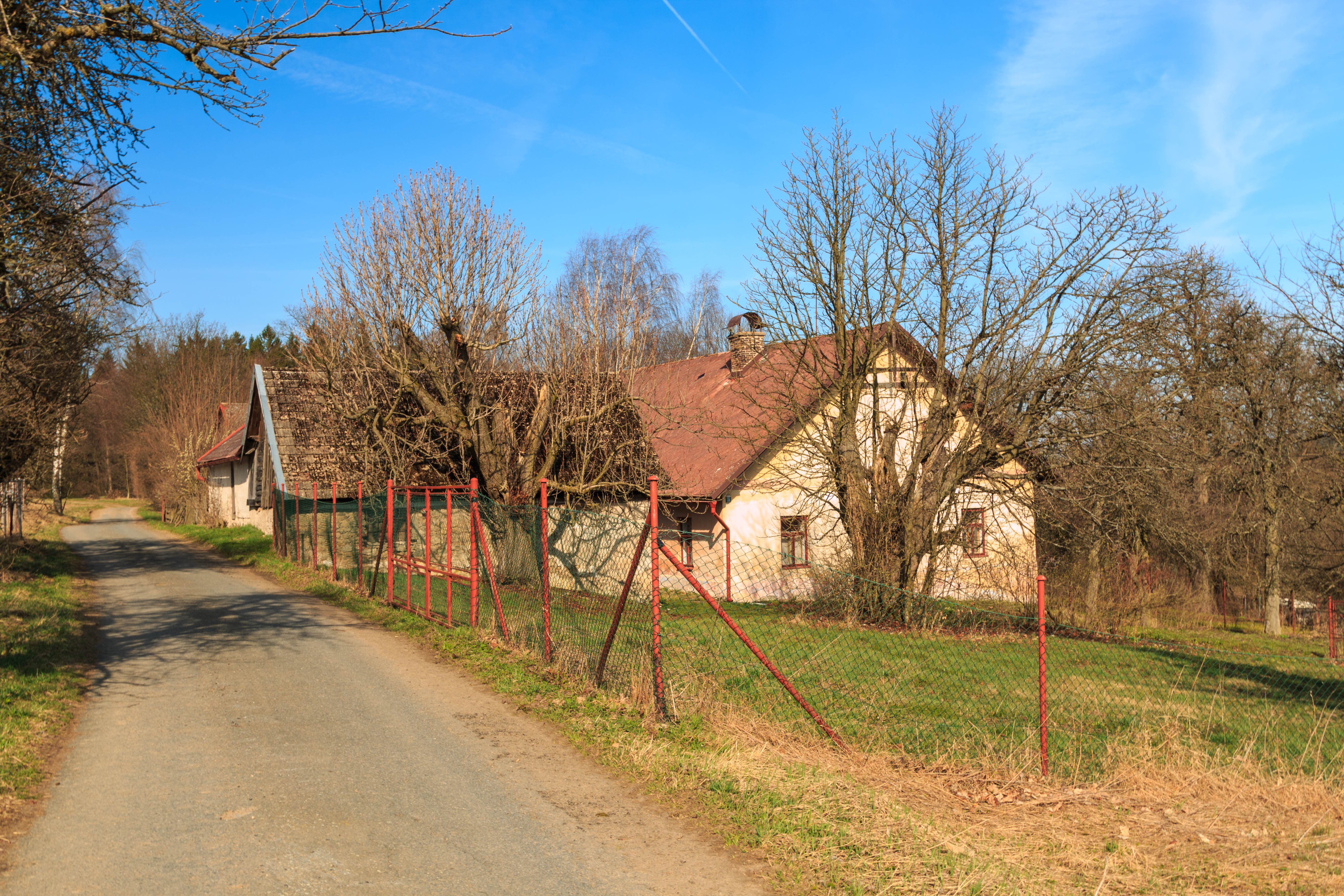
Vratkov u Rušinova - dům čp. 2
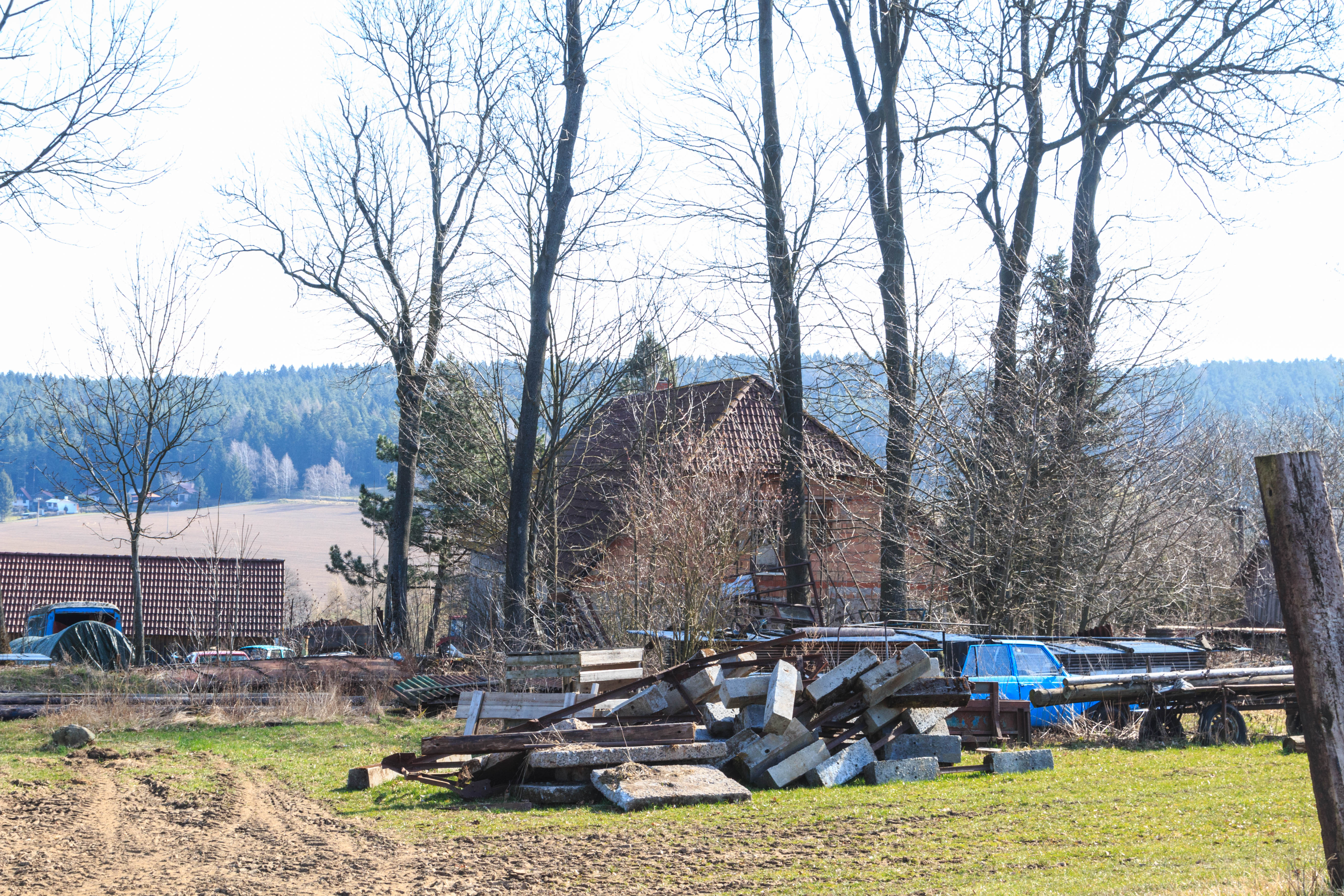
Vratkov u Rušinova - dům čp. 1
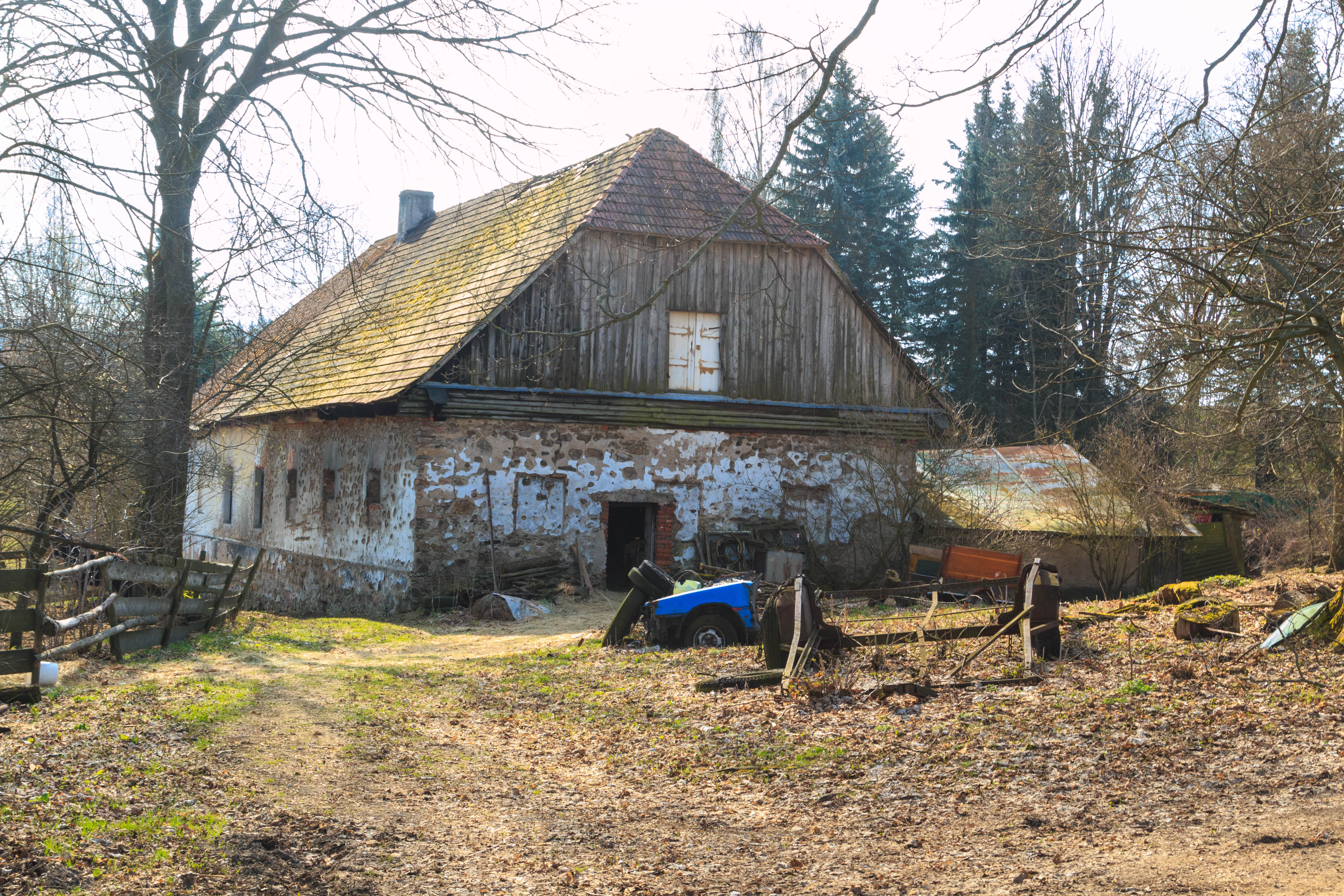
Vratkov u Rušinova - dům čp. 3